# Attentato al valico di Erez
L'attentato al valico di Erez fu un attentato suicida palestinese avvenuto il 14 gennaio 2004 al terminal pedonale/merci del valico di Erez situato sulla barriera tra Israele e la Striscia di Gaza. Nell'attentato rimasero uccisi quattro israeliani e 10 persone furono ferite, di cui quattro palestinesi.
Hamas e le Brigate dei Martiri di al-Aqsa rivendicarono la responsabilità congiunta dell'attentato.

## L'attentato
Il 14 gennaio 2004, intorno alle 9:30 locali, una donna kamikaze palestinese si avvicinò al terminal pedonale/merci del valico di Erez (il principale punto di attraversamento tra Israele e la Striscia di Gaza dove le forze di sicurezza israeliane tendono a eseguire controlli di sicurezza di routine per i lavoratori palestinesi prima di farli entrare in Israele).
L'attentatrice suicida finse di zoppicare e disse alle guardie di sicurezza sul posto che aveva una placca di metallo nella gamba che molto probabilmente avrebbe fatto scattare l'allarme. Di conseguenza, una soldatessa fu mandata a controllarla. Mentre l'attentatrice suicida stava aspettando l'arrivo della soldatessa, riuscì a infiltrarsi in una sala di ispezione e a far esplodere l'ordigno nascosto sul suo corpo.
Nell'attentato furono uccisi 3 soldati e un impiegato civile del valico di Erez. 10 persone, di cui quattro palestinesi, rimasero ferite nell'attentato.

### Vittime
- Tzur Or, 20 anni, di Rishon LeZion;[5]
- Andrei Kegeles, 19 anni, di Nahariya;[6]
- Gal Shapira, 29 anni, di Ascalona;[7]
- Vladimir Trostinsky, 22 anni, di Rehovot.[8]

### Responsabili
Hamas e le Brigate dei Martiri di al-Aqsa rivendicarono congiuntamente la responsabilità dell'attacco. Il portavoce di Hamas dichiarò che l'attentatrice suicida era una 22enne palestinese, madre di due figli, di nome Reem al-Reyashi, originaria di Gaza.
Inoltre, dopo l'attentato fu pubblicato un video dell'attentatrice suicida, girato prima dell'attacco, in cui al-Reyashi indossava tute da combattimento e impugnava un fucile automatico con una granata a razzo in primo piano. Nel video al-Riyashi disse che dall'età di 13 anni aveva sognato di trasformare "il suo corpo in schegge mortali contro i sionisti".
Disse anche: "Ho sempre voluto essere la prima donna a compiere un'operazione di martirio, dove parti del mio corpo possono volare dappertutto... Dio mi ha dato due figli. Li amo [con] un tipo di amore che solo Dio lo sa, ma il mio amore per incontrare Dio è ancora più forte».
Il fondatore di Hamas Ahmed Yassin dichiarò in un'intervista a Reuters che "Il fatto che una donna abbia preso parte per la prima volta a un'operazione di Hamas segna un'evoluzione significativa".